# الاتحاد السعودي للفروسية
الاتحاد السعودي للفروسية، هو الجهة الراعية لرياضة الفروسية في المملكة العربية السعودية، يرأسه الأمير عبد الله بن فهد بن عبد الله آل سعود، وتشرف عليه وزارة الرياضة، تأسس في عام 1990، تحت مسمى الاتحاد السعودي لألعاب الفروسية والسهام ثم في عام 2016، تم تغيير مسماه إلى الاتحاد السعودي للفروسية، يقيم الاتحاد عدد من البطولات الدولية والمحلية لتشجيع رياضة الفروسية في المملكة، ومنها استضافة «البطولة الدولية لقفز الحواجز» ، واستضافت «بطولة العالم للقدرة والتحمل» عام 2026.